# 甲南大学体育会陸上競技部
甲南大学体育会陸上競技部（こうなんだいがくたいいくかいりくじょうきょうぎぶ）は、甲南大学の体育会陸上競技チームである。陸上競技部（男子）と共に、女子陸上競技部についてもここで解説する。

## 概要
旧制甲南高等学校時代の1923年創部。2023年に創部100周年を迎えた。現在は陸上競技部（男子）、女子陸上競技部のパートに分かれ、それぞれ甲南大学体育会及び関西学生陸上競技連盟に所属する。チームカラーはワインレッド色。主な練習場所は甲南大学六甲アイランド体育施設内の競技場（全天候400m×6コース）。
女子部は、日本インカレなどの主要大会において短距離走やリレー種目を中心に全国上位の成績を残している。2023年には、第107回日本選手権100m3位・200m8位・リレー4×100m（4継）1位（2連覇）、第92回日本インカレ100m1位2位3位と表彰台独占・200m2位4位6位・400m3位・リレー4×100m（400m）1位・走高跳2位、2024年も、第93回日本インカレリレー4×100m（4継）1位（2連覇）を飾るなど好成績を残している。関西以西の大学女子陸上部としては、立命館大や園田学園女子大、大阪成蹊大、福岡大、関東であれば青山学院大、日本体育大、早稲田大、中央大、あるいはかつて全国を席巻していた東北の福島大などと共に女子短距離走やリレー競技などで全国トップレベルの活躍をしている。

## 関係者

### 現部員
女子陸上競技部
- 岡根和奏（4回生） - 23年第92回日本インカレ100m2位[2]、23年第107回日本選手権4×100mリレー1位[3]
- 奥野由萌（4回生） - 23年第92回日本インカレ100m3位[2]、23年第107回日本選手権4×100mリレー1位[3]
- 藏重みう（3回生） - 23年第92回日本インカレ100m1位[2]、23年第107回日本選手権100m3位・4×100mリレー1位[3]、2023年アジア選手権4×100mリレー銀メダル[2]
- 千葉安珠（1回生）

### 主な出身者
男子
- 進藤次郎 - 1926年（大正15年）旧制甲南高卒。甲南学園元理事長
- 鈴木恭二 - 1928年（昭和3年）旧制甲南高卒。味の素元社長
- 松野栄一郎 - 1934年（昭和9年）旧制甲南高卒。1936年ベルリンオリンピック男子ハンマー投げ日本代表
- 宮崎勢四郎 - 1940年（昭和15年）旧制甲南高卒。甲南小学校第8代校園長
- 衣笠茂 - 1942年（昭和17年）旧制甲南高卒。甲南大学元学長・同文学部名誉教授
- 山本弘一 - 1949年（昭和24年）旧制甲南高卒。1952年ヘルシンキオリンピック男子1600mリレー日本代表
- 石井一二 - 1955年（昭和30年）卒。元参議院議員
- 池上吉蔵 - 1956年（昭和31年）卒。甲南学園元理事長

女子
- 小島初佳 - 1997年（平成9年）卒。女子100m・200m元日本記録保持者
- 福本幸 - 1999年（平成11年）卒。2007年世界陸上大阪大会、2013年世界陸上ロシア大会女子走高跳日本代表
- 井戸アビゲイル風果 - 2024年（令和6年）卒。23年第92回日本インカレ200m2位・400m3位[6]、23年第107回日本選手権4×100mリレー1位[3]。前400m中学校記録保持者[6]
- 青山華依 - 2025年（令和7年）卒。2020年東京オリンピック4×100mリレー代表

### 指導者
- 伊東浩司 - 甲南大学全学共通教育センター教授（2020年 - ）、同女子陸上部監督。前男子100m走日本記録保持者

## 定期対校戦
- 秩父宮賜杯・学習院大学対甲南大学陸上競技定期戦[7]
- 阪神四大学対校定期戦（大阪大学・神戸大学・関西学院大学・甲南大学）[8]
- 兵庫三大学対校定期戦[9]（神戸学院大学・流通科学大学・甲南大学）

## 駅伝への取り組み
男子部は、1970年（昭和45年）3月に行われた第1回全日本大学駅伝に出場し18位、翌71年（昭和46年）1月に行われた第2回同大会に出場し16位の成績を残した。
関西学生駅伝においては1965年（昭和40年）12月に行われた第27回大会の4位が最高順位。令和4年の同大会は記録審査を通過できず、本戦出場を逃した。

## 卒業生団体
卒業生団体としては甲南学園陸上競技部秀峰会が存在する。秀峰会では会員（卒業生）の親睦を図ると共に、監督、コーチの部への派遣、学生への就職斡旋等の支援を行っている。